# متلازمة دي كورفان
متلازمة دي كورفان هي التهاب في الوترين المتحكمين بحركة الإبهام وغمديهما، الأمر الذي ينتج عنه ألم خارج المعصم. يتزايد الألم عادةً عند قبض أو تدوير المعصم، وقد يصعب أيضًا تحريك الإبهام بسلالة في هذه الحالة، وتظهر الأعراض بشكل تدريجي. تتضمن عوامل الاختطار، أداء حركة معينة بشكل متكرر والحمل والرض والأمراض الروماتزمية.  يستند التشخيص عمومًا على الأعراض والفحص الجسمي. يُؤكدُ التشخيص في حال تفاقم الألم عند ثني المعصم داخلًا بينما تطوّق قبضة الشخص بإبهامه.
ينطوي العلاج على تجنب النشاطات التي تُؤدي إلى ظهور الأعراض، وتدبير الألم بأدوية مثل مضادات الالتهاب اللاستيروئيدية وتجبير الإبهام. في حال عدم كفاية ذلك، يُلجأ إلى حقن الستيروئيد أو إجراء جراحة. تصيب هذه الحالة ما يقارب 0.5% من الرجال و1.3% من النساء، وغالبًا ما يكون الأفراد في المتوسط من العمر هم الأكثر تأثرًا. وصف فريتز دي كورفان الحالة لأول مرّة عام 1895.

## العلامات والأعراض
تتمثّل الأعراض بألم في الجانب الكعبري من المعصم بالإضافة إلى التشنجات والمضض، ويشعر المصاب في بعض الأحيان إحساس حارق في اليد وتورّم حول الإبهام وجهة من المعصم بالإضافة إلى صعوبة إمساك أو قبض الجهة المصابة من اليد. غالبًا ما يكون بدء ظهور الحالة تدريجيًا. يسوء الألم مع تحريك الإبهام والمعصم وقد يتشعّع إلى الإبهام أو الساعد.

## الأسباب
لم تُحدد الأسباب وراء متلازمة دي كوفان، ويناقش الدليل فيما يخص صلتها المحتملة بعوامل اختطار المهنية. لم تجد المراجعة المنهجية لعوامل الاختطار المحتملة أي دليل عن علاقة سببية مع العوامل المهنية. من ناحية أخرى، وجد الباحثون في فرنسا عوامل شخصية ومتعلقة بالعمل ذات صلة بمتلازمة دي كورفان بين الجماعات العاملة، كثني المعصم والحركات المرتبطة بالالتواء وتثبيت البراغي هي أهم العوامل ذات الصلة بالعمل. يعتبر أنصار وجهة نظر كون متلازمة دي كورفان هي إصابة إجهاد متكرر، أن الوضعيات حيث يكون الإبهام مبعدًا ومبسوطًا هي من العوامل المسببة.
يعتبر العاملون الذي يقومون بالنشاطات المتكررة السريعة مثل القرص أو القبض أو السحب أو الدفع محط اختطار عالي. تضم النشاطات الخاصة المفترض اعتبارها عوامل اختطار محتملة، الاستخدام المتواصل لفأرة الحاسوب واستخدام كرية التعقب والطباعة، بالإضافة إلى بعض نشاطات التسلية مثل البولينغ  والغولف وصيد السمك بالطعم الطائر (الصيد بالذباب الصناعي) وعزف البيانو والخياطة والحياكة.
تتأثر النساء بهذه الحالة أكثر من الرجال. تحدث المتلازمة عادةً خلال وبعد الحمل. تضم العوامل المساهمة التغيرات الهرمونية واحتباس السوائل -وبشكل أكثر جدلًا- الرفع أو الحمل.

## التشخيص
تُشخص متلازمة دي كورفان سريريًا بالاستناد إلى القصة السريرية والفحص الجسمي والتصوير التشخيصي مثل صورة الأشعة السينية، لكشف وجود كسور أو التهاب مفاصل أو أسباب أخرى. تُستخدم مناورة مآيكوف المعروفة باسم اختبار فنكلستين، هو مناورة فحص سريري تُستخدم لتشخيص الإصابة بمتلازمة دي كورفان. ولإجراء هذا الاختبار، يمسك الفاحص باليد ويثنيها ناحية الزند بينما يحيط المريض إبهامه بقبضته. في حال حدث ألم حاد على طول نصف القطر البعيد (أعلى الساعد، على بعد إنش تقريبًا تحت المعصم)، فمن المحتمل أن تكون الحالة هي متلازمة دي كورفان. تُعتبر غالبًا إيجابية اختبار فنكلستين مسببًا لمتلازمة دي كورفان، كما يمكن للمناورة أن تسبب ألمًا في قاعدة الإبهام لدى المصابين بهشاشة عظام.